# Sergio Coronado
Pour les articles homonymes, voir Coronado.
Sergio Coronado, né le 13 mai 1970 à Osorno (Chili), est un homme politique franco-chilien, membre du parti Europe Écologie Les Verts (EÉLV)
En 2001-2002, il est directeur adjoint de Noël Mamère pour l'élection présidentielle. Il est porte-parole et directeur de la communication d'Eva Joly, candidate EÉLV à l'élection présidentielle de 2012, après avoir été son directeur de campagne pour la primaire écologiste. Candidat d'union EÉLV-PS aux élections législatives de 2012, il est élu dans la deuxième circonscription des Français établis hors de France (Amérique latine et Caraïbes). Lors de la présidentielle de 2017, il rejoint La France insoumise. Candidat à sa réélection pour EÉLV-LFI, il est battu par Paula Forteza (LREM).

## Biographie

### Enfance et études
Il naît en 1970 à Osorno au Chili. Après le coup d'État du général Pinochet contre le gouvernement de Salvador Allende en 1973, le nouveau gouvernement désapprouve l'engagement de ses parents, qui font partie d'un mouvement chrétien en faveur du socialisme, s'occupent d'éducation et d'alphabétisation populaire ainsi que d'organisation de soupes populaires. Son père, professeur d'espagnol, est alors démis de ses fonctions. Ses parents quitte le Chili pour se réfugier en Argentine, où il vit jusqu'à l'âge de 12 ans. Il suit ensuite sa famille en France en banlieue parisienne à Bondy, et entre en classe préparatoire littéraire au Lycée Montaigne.
Après le retour de la démocratie au Chili, il prend la nationalité française, apatride jusqu’alors, en 1994 et obtient de nouveau la nationalité chilienne.
Fin 2008, il obtient une bourse de recherche en science politique, s’installe à Bogota, en Colombie et fréquente l’université El Externado, et adhère à l’association Français du monde – ADFE.

### Vie personnelle
En juin 2012, à l'occasion de la Marche des fiertés, il fait son coming out sur Twitter. Il s'agit du 2e député à le faire publiquement, après Franck Riester,. Sergio Coronado n'a jamais caché son homosexualité mais ne l'avait pas, jusqu'alors, exprimée publiquement.

### Carrière politique
Après avoir été responsable syndical au lycée (fondateur de la FIDL, premier syndicat lycéen) et à l'université (responsable de l’UNEF-ID), il adhère en 1992 à Génération écologie, qu'il quitte pour fonder avec Noël Mamère le mouvement Convergences écologie solidarité.
Il rejoint les Verts en 1998, et entre au Collège exécutif. Il y est réélu ensuite pour trois mandats successifs en 2000, 2002 et 2004 dans différentes attributions. Il a notamment été co-porte-parole du parti avec Cécile Duflot de janvier 2005 à janvier 2008, après avoir failli devenir secrétaire national lors de l'Assemblée fédérale de Reims en 2004. Il a été chargé de l’altermondialisation, ce qui lui a permis de suivre l’émergence des forums sociaux mondiaux. Il a également été responsable de la commission internationale du parti.
En 2002, Noël Mamère le choisit comme directeur de la communication et directeur de campagne adjoint pour sa campagne présidentielle et obtient un score de 5,25 %, ce qui demeure jusqu’à aujourd’hui le meilleur résultat des écologistes à cette élection depuis 1974.
De mars 2001 à mars 2008, il devient élu municipal du 14e arrondissement de Paris sur une liste de rassemblement de la gauche et des écologistes. Adjoint au maire d'arrondissement, il est chargé de la démocratie locale, de la vie associative et des conseils de quartier.
Lors de la primaire Europe Écologie Les Verts de 2011, il a été directeur de campagne d’Eva Joly. Une fois investie par les écologistes, elle en fait l’un de ses quatre porte-paroles, aux côtés de José Bové, Dominique Voynet et Michèle Rivasi, et son directeur de la communication.
Dans le cadre d'un accord entre EÉLV et le PS, il est candidat aux élections législatives de juin 2012 pour les Français de l'étranger dans la circonscription Amérique latine et Caraïbes. François Boucher, élu AFE, membre du Parti socialiste et résident au Mexique, est son suppléant. Le 17 juin 2012, il est élu député.
Le 10 mars 2017, alors qu'il était investi comme député, suivant l'accord de ralliement de Yannick Jadot à Benoît Hamon, il annonce soutenir La France insoumise de Jean-Luc Mélenchon pour l'élection présidentielle dans une tribune publiée sur le site Reporterre signée par des militants et représentants d’Europe-Écologie-Les-Verts. Entre les deux-tours du scrutin, avec dix-huit parlementaires écologistes, il appelle à voter Macron pour battre Marine Le Pen. Il n'est pas réélu lors des élections législatives de 2017, où il se présentait dans la même circonscription, sous une bannière commune de rassemblement EÉLV-La France insoumise.
Il est investi en seizième position sur la liste de La France insoumise pour les élections européennes de 2019.
Lors des élections municipales de mars 2020 dans la Seine-Saint-Denis, il est tête de liste pour la France Insoumise à Bondy. À l'issue du 1er tour, il arrive en 4e position avec 8 % des voix.
Sergio Coronado est choisi par Les Écologistes comme candidat du Nouveau Front populaire dans la deuxième circonscription des Français établis hors de France pour les élections législatives de 2024. Il est défait au second tour par la députée sortante Éléonore Caroit (RE).

## Prises de position
Depuis son adhésion aux Verts, il évolue dans les courants attachés à l’ancrage à gauche de l’écologie, et au rassemblement de la gauche et des écologistes.
Il est partisan du « Oui » au référendum sur le traité constitutionnel européen en 2005. À ce titre, il participe à des réunions publiques aux côtés de Bertrand Delanoë (maire de Paris), Michel Rocard (ancien Premier ministre), et Daniel Cohn-Bendit (président du groupe des Verts au Parlement européen).
En 2007, il est partisan d’un rassemblement des écologistes à l’élection présidentielle, autour de la candidature de José Bové.
Il a publié le 20 février 2008 une biographie consacrée à Íngrid Betancourt, Ingrid, aux éditions Fayard.
En tant que chef de file des députés écologistes, il est le principal orateur, avec Christiane Taubira, dans la défense de la loi sur le mariage pour tous.
En 2015, il est un des rares députés à s'opposer fermement à la loi sur la prostitution (définitivement adoptée en 2016), portant entre autres sur la pénalisation des clients, raillant la « sainte alliance entre la droite conservatrice et une gauche bien-pensante ».
Après les attentats du 13 novembre 2015 en France, Sergio Coronado est l'un des six députés français à voter contre la prolongation de l'état d'urgence en France. Le 30 novembre 2015, il est parmi les signataires de l'Appel des 58 : « Nous manifesterons pendant l'état d'urgence »,.